# Appu l'hurrita
La història d'Appu l'Hurrita  (CTH 360) constitueix un dels mites d'origen hitita que s'emmarquen dins del que s'anomena el cicle de mites hitites. Aquest text ha arribat fins a nosaltres de manera fragmentària i incompleta, a partir de quatre fragments de tauletes cuneïformes que, malgrat el seu estat parcial, permeten reconstruir una part substancial del relat. Aquestes tauletes van ser localitzades a la ciutat de Hattusa, capital de l'Imperi Hitita, concretament al sud-est del Gran Temple de la ciutat, en una zona on també es van trobar altres textos de temàtica mitològica similar. Actualment, aquestes peces es conserven a l'arxiu de Bogazköy a Marburg, Alemanya.
Aquest mite va ser objecte d'estudi per primera vegada l'any 1946 per l'arqueòleg Hans Gustav Güterbock, en la seva obra Bogazköy Tablets in the Archaeological Museum of Ankara II, on recollia i sintetitzava diversos textos hitites, oferint-ne un primer resum argumental. Posteriorment, J. Friedrich va realitzar la primera transcripció sistemàtica del text, la qual el va fer accessible a un públic acadèmic més ampli i va permetre iniciar-ne l'anàlisi detallada. Altres investigadors destacats en l'estudi d'aquest mite han estat Harry A. Hoffner Jr. i Gary Beckman, amb nombroses publicacions centrades tant en aquest relat concret com en la llengua i literatura de Hattusa i la seva evolució.

## Context històric i cultural
Les tauletes que recullen la història d'Appu foren trobades a Hattusa —també coneguda com Bogazköy o Bogazkale—, capital de l'Imperi Hitita, un poble indoeuropeu establert a Anatòlia, en l'actual territori de Turquia. En aquest període, la cultura mesopotàmica exercia una influència cultural preeminent, especialment pel que fa a la difusió de l'escriptura cuneïforme, adoptada per nombroses cultures veïnes. L'accadi era la llengua diplomàtica i cultural dominant, fet que es reflecteix en la formació dels escribes hitites, que aprenien a escriure en cuneïforme utilitzant aquesta llengua. Malgrat la influència hurrita en la regió, la major part dels textos conservats són redactats en accadi, i és molt probable que aquest mite també ho estigués originàriament.

## Argument del mite
Segons la reconstrucció proposada per Harry A. Hoffner Jr. (1990), el relat narra la història d'Appu, un home ric que resideix a la ciutat de Sudul, a la costa de Lulluwa. Appu posseïa grans ramats d'ovelles i vaques, així com riqueses materials com or, plata i lapislàtzuli, però patia una profunda insatisfacció perquè no tenia descendència. El text suggereix que aquest fet es devia a la seva ignorància en qüestions sexuals, fins al punt que ell i la seva esposa compartien el llit vestits i amb les sabates posades.
En aquest context, Appu decideix sacrificar un xai al Déu Sol per demanar-li auxili. La divinitat, apareguda en forma d'un home jove, li recomana embriagar-se, tornar a casa i mantenir relacions sexuals amb la seva dona. El Déu Sol li assegura que així obtindrà el fill que desitja. Després d'un fragment perdut, el relat mostra que la dona ha quedat embarassada i, després de deu mesos de gestació, dona a llum el seu primer fill. El nen rep el nom de Dolent, ja que, segons Appu, havia vingut al món de manera inadequada.
Poc després, neix un segon fill, a qui anomenen Bo, ja que aquest havia nascut de la manera correcta. Els dos germans creixen, i arriba un moment en què Dolent proposa a Bo repartir-se les riqueses heretades del pare i marxar cadascú pel seu camí. Entre els béns a repartir hi havia un bou excel·lent i una vaca en mal estat. Dolent es queda amb el bou i deixa la vaca al seu germà. Davant aquesta injustícia, el Déu Sol intervé i converteix la vaca dolenta i estèril en una vaca fèrtil.
El relat s'interromp aquí a la tauleta principal, però una altra tauleta fragmentària ofereix una continuació. En ella, es narra que els dos germans es desplacen a Sippar per sotmetre el cas al judici del Déu Sol, presumiblement perquè Dolent no accepta la nova situació creada per la intervenció divina. No obstant això, el Déu Sol declara que no serà ell qui decideixi, sinó Sauska, deessa associada a Nínive, que actuarà com a àrbitre. Ambdós germans emprenen el viatge cap a aquesta ciutat per esperar el veredicte. Malauradament, el fragment es troba interromput en aquest punt, i es desconeix quina va ser la resolució dictada per la reina de Nínive.

## Consideracions sobre una possible segona part[1][3]
En el moment de publicar la seva recerca, Hans Gustav Güterbock va proposar la hipòtesi que aquest mite podria tenir una continuació en una altra narració coneguda com La història del Pescador, que també presenta una disputa entre dos germans per una vaca i la seva resolució judicial. Tanmateix, el mateix Güterbock va desestimar posteriorment aquesta idea, coincidint amb el consens acadèmic que considera ambdós relats com a independents. No obstant això, aquesta qüestió no ha estat completament resolta, i en estudis recents s'ha plantejat novament com una possibilitat a explorar, ateses les similituds argumentals i temàtiques.